# Arrest
Arrest é uma comuna francesa na região administrativa de Altos da França, no departamento de Somme. Estende-se por uma área de 11,15 km². Em 2010 a comuna tinha 881 habitantes (densidade: 79 hab./km²).